# 특별사면
특별사면(特別赦免)은 형벌을 선고 받은 '특정한' 범죄자에 대하여 형벌의 집행을 면제하거나 특정한 사정이 있는 경우에 형 선고의 효력을 상실하게 할 수 있는 대통령의 사면이다.
범죄자가 어느 범죄를 했는 지에 무관하게 해당 범죄자에 대한 형벌의 집행을 하지 않는다.
대통령이 국회의 동의를 거쳐 선고의 효력을 상실하게 하는 일반사면과 같은 선고 효력의 상실을 특정한 사람에 대해 할 수 있고 집행유예의 선고를 받은 사람에 대해 선고의 효력을 상실하게 하거나 기간을 변경할 수 있다.
국회의 동의를 거쳐 형 선고의 효력을 상실하도록 헌법에 명시된 일반사면과 달리 특정한 개인에 대해 형 집행 면제를 하는 특별사면은 헌법에 없고 사면법에서 정하고 있는 대통령의 고유 권한이다.

## 잔형집행면제
법원에서 형이 선고되면 즉시 집행이 이루어지기에 특별사면은 잔형집행면제(殘刑執行免除)되는 효과가 있다.
형 집행으로 복역 중인 수형자는 즉시 석방되고 일부 가석방이나 형집행정지로 석방되어 있는 사람은 집행을 면제하여 자유롭게 하는 조치이다.
잔형집행면제를 받으면 선거권 행사와 정당활동은 가능해지지만 형 선고 자체의 효력이 살아 있어 공직에 오를 수 있는 공무담임권과 국회의원 출마 등 피선거권은 제한받는다.
추징금은 납부해야 하며, 벌금의 경우 별도의 사면이 없는 한 내야 한다.

## 특별사면의 사례
- 강면하 : 임시정부 독립운동가 강면하가 1921년 노령 및 만주에 있는 조선인에게 임시정부활동 상황을 알리는 문서를 전달로 8월 조선총독부 재판소 경성복심에서 5년(최고형) 징억형을 선고받고 서대문형무소(西大門刑務所)에 투옥되었다 8개월 옥고를 치렀으나 특사로 석방된다.[2]
- 김현희 : KAL폭파범으로 불구속 기소된 김현희가 대법원에서 사형이 확정판결되었으나 당시 대통령이던 노태우의 특별사면으로 자유인이 되었다.
- 전두환, 노태우 : 12·12 사태등으로 내란죄가 성립되어 전두환은 무기징역, 노태우는 징역 17년이 확정판결되었으나 당시 대통령이던 김영삼이 차기 대통령 당선자의 묵인하에 특별사면으로 자유인이 되었다.
- 이건희 : 2008년 재판에서 매우 특혜받고 징역3년 집행유예5년 확정되자마자 이명박 대통령이 특별사면하고 파기환송심 재판장인 김창석은 대법관에 임명했다.
- 정봉주 : 문재인의 첫 사면에서 유일한 정치인[3]
- 이재용, 신동빈 : 윤석열 대통령 취임직후 첫 사면을 내렸다

- 이명박 : 2022년 12월 28일 0시 잔여 형기 14년6월과 함께 벌금 82억원 면제받는다.

## 같이 보기
- 사면
- 사면심사위원회